# Дизельний завод
Дизельний завод — машинобудівне підприємство України. Виробник спеціалізованого транспорту для підприємств важкої промисловості.

## Історія
Завод створено з метою централізації та покращення якості ремонту великовагових автомобілів. За роки становлення та роботи завод опанував капітальні ремонти двигунів Д12, Д6, ЯМЗ-240, БелАЗ, агрегатів до них. Опановано ремонт COMATSU вантажністю 120 т.

## Продукція
- Автомобілі паливозаправники
- Автопоїзди
- Автономна водорозпилювальна установка
- Автотранспортний засіб для перевезення робочих бригад на базі автомобіля
- Навантажувач одноковшовий фронтальний

### 2017
- Піввагон моделі 12-9933
- Піввагон моделі 12-9933-01
- Вагон-хоппер моделі 19-9445
- Візок моделі 18-1750 тип 2

## Послуги
- Капітальний ремонт автосамоскидів БЕЛАЗ вантажопідйомністю 30,42,110,120 тонн, НД-1200, двигунів і агрегатів до них
- Капітальний ремонт вагонів-самоскидів